# جست و خیز در قبرستان
جست و خیز در قبرستان (به انگلیسی: Jumpin' at the Boneyard) فیلمی محصول سال ۱۹۹۲ و به کارگردانی جف استانزلر است. در این فیلم بازیگرانی همچون تیم راث، آلکسیس آرکت، دانیترا ونس و ساموئل ال. جکسون ایفای نقش کرده‌اند.